# Choo Shin-Soo
Choo Shin-Soo (tiếng Hàn: 추신수; Hanja: 秋信守; Romaja: Chu Sinsu; phát âm tiếng Hàn Quốc: [tɕʰu.ɕin.su]; sinh ngày 13 tháng 7 năm 1982) là một cựu cầu thủ bóng chày chuyên nghiệp người Hàn Quốc chơi ở  chơi ở vị trí chặn sân ngoài, từng thi đấu cho các CLB Seattle Mariners, Cleveland Indians, Cincinnati Reds, và Texas Rangers của Major League Baseball (MLB), và sau đó trở về thi đấu tại KBO League cho SSG Landers. Choo rời MLB với tư cách cầu thủ người châu Á ghi nhiều home run nhất trong sự nghiệp (218 lần), kỉ lục sau đó đã bị Ōtani Shōhei vượt qua.

## Sự nghiệp
Sau khi giành giải Cầu thủ xuất sắc nhất (MVP) và Tay ném xuất sắc nhất tại WBSC U-18 Baseball World Cup, cũng như cùng Hàn Quốc vô địch giải đấu, Choo đầu quân cho Seattle Mariners năm 2000 với một bản hợp đồng trị giá 1,35 triệu đô và chuyển sang chơi vị trí chặn sân ngoài. Trong màu áo Cleveland Indians, Choo đã có 2 màu giải liên tiếp ghi 20 home run and cướp lũy 20 lần. Thành tích "mùa giải 20-20" trên được anh tái lập trong màu áo Cincinnati Reds năm 2013. 
Trước thềm mùa giải 2014, anh kí bản hợp đồng trị giá 130 triệu đô để gia nhập Texas Rangers. Ở mùa giải 2015, Choo trở thành cầu thủ người châu Á đập được một cycle (đạt tất cả hit lên 1-lũy, 2-lũy, 3-lũy và home run trong một trận đấu) tại MLB.Năm 2018, Choo vượt qua Matsui Hideki để trở thành cầu thủ châu Á ghi nhiều home run nhất tại MLB, và lần đầu tiên được chọn tham dự trận All-Star. Cũng trong mùa giải này, anh đạt kỉ lục CLB Rangers về số trận liên tiếp có lần lên được lũy trong một mùa giải, với 52 trận. Trong suốt sự nghiệp tại MLB, Choo xếp thứ 24 mọi thời đại về số lần bị ném bóng chết, với 152 lần bị ném bóng vào người. 
Năm 2021, Choo trở về Hàn Quốc thi đấu tại KBO League cho SSG Landers cùng bản hợp đồng 1 năm trị giá 2,4 triệu đô, và thi đấu xuất sắc với bộ thông số 0,263/0,409/0,450, 21 home run và 69 điểm đập trong mùa đầu tiên thi đấu tại quê nhà. Anh tuyên bố giải nghệ sau mùa giải 2024.
Trong màu áo Đội tuyển Hàn Quốc, Choo dành huy chương vàng tại ASIAD 2010 tại Quảng Châu, và huy chương bạc tại World Baseball Classic năm 2009, giải đấu mà anh đóng góp 1 home run 3 điểm để vượt qua Venezuela ở bán kết, và một solo home run trong trận chung kết mà Hàn Quốc để thua Nhật Bản 3-5.

## Đời tư
Choo và vợ, Ha Won-Mi có hai con trai và một con gái. Trong quãng thời gian khó khăn về tài chính khi chơi ở đội hạng dưới tại Mĩ (với mức lương chỉ 350 đô một tuần), anh thừa nhận đã có lúc phải nhịn ăn để có tiền mua tã cho con. 
Choo là cháu họ của cầu thủ Lotte Giants Park Jeong-Tae và bạn thân của cầu thủ Seattle Mariners và SoftBank Hawks Lee Dae-Ho.
Trong mùa giải 2020, trong đại dịch COVID-19, Choo đã ủng hộ cho toàn bộ 190 cầu thủ thuộc đội cấp dưới của Rangers phải nghỉ thi đấu vì các biện pháp hạn chế trong dịch, 1.000 đô mỗi người. Anh còn ủng hộ 200 nghìn đô cho tổ chức Community Chest of Korea để hỗ trợ người dân thành phố Daegu, nơi chịu ảnh hưởng nặng nề nhất trong đại dịch tại Hàn Quốc.

## Trong văn hóa đại chúng
- Choo xuất hiện trong tập 119 chương trình Running Man, cùng với cầu thủ đồng hương tại MLB Ryu Hyun-Jin.
- Choo trong giai đoạn còn là một cầu thủ thiếu niên ở Hàn Quốc là một nhân vật xuất hiện trong tập 8, mùa 1 serie phim Reply 1997, thủ vai bởi em trai anh, diễn viên Choo Min-Ki.